# Artur Rasizade
Artur Tahir Oğlu Rasizade (n. 26 de febrero de 1935) es un político azerí que se desempeñó como primer ministro de Azerbaiyán. Fue primer ministro entre el 20 de julio de 1995 hasta el 4 de agosto de 2003, cuando fue reemplazado por Ilham Aliyev. El 31 de octubre de 2003, Ilham Aliyev se convierte en presidente de Azerbaiyán y Artur Rasizade vuelve a ser primer ministro, cargo que ocupa hasta el 21 de abril de 2018.